# پتی پیج
 گیتارباس
کلارا ان فاولر (به انگلیسی: Clara Ann Fowler) (۸ نوامبر ۱۹۲۷-۱ ژانویهٔ ۲۰۱۳) که با نام حرفه‌ای پتی پیج شناخته می‌شود، خواننده‌ای آمریکایی و از مشهورترین هنرمندان زن در موسیقی پاپ سنتی بود. او بیش‌تر از هر زن دیگی در دههٰ ۱۹۵۰ میلادی، آثارش به فروش رفت و تا به امروز ۱۰۰ میلیون نسخه از آثارش به فروش رفته است.
پیچ در سال ۱۹۴۷ با مرکوری رکوردز قرارداد بست و به اولین هنرمند زن موفق این شرکت با اثر سال ۱۹۴۸ خود، کنفس، تبدیل شد. در ۱۹۵۰ او به اولین آلبوم با فروش میلیونی خود یا عنوان پا چشمانی باز رؤیا می‌بینم دست یافت و در سال فاصلهٰ سال‌های ۱۹۵۰ تا ۱۹۶۵ ۱۴ میلیون دیگر به این رقم افزوده شد.
پتی پیج در اولین روز ژانویهٔ ۲۰۱۳ در آسایشگاهی در انسینیتاس کالیفرنیا درگذشت. قرار بود در فوریهٔ ۲۰۱۳ جایزهٔ گرمی «یک عمر فعالیت هنری» به پیج داده‌شود.